# クローバー (cuneの曲)
「クローバー」は、cuneのメジャー・デビュー後3枚目のシングルである。

## 概要
TBS系列日曜劇場『おとうさん』主題歌。

## 収録曲
編曲:CUNE・佐久間正英
1. クローバー (4:22)[1]
作詞・作曲:小林亮三
2. 流浪雲 (3:02)[1]
作詞:生熊耕治
作曲:生熊耕治・小林亮三

## 収録アルバム
- GREAT SPLASH (#1)
- BEST 1999-2004 (#1)
- B-side collection (#2)